# Британско-туркменские отношения
Дипломатические отношения между Туркменистаном и Соединенным Королевством Великобритании и Северной Ирландии установлены 23 января 1992 года.

## Посольство Туркменистана в Великобритании
Посольство Туркменистана в Великобритании (г. Лондон) открылось в 1995 году. Посольство расположено по адресу: 131 Holland Park Avenue, Kensington, London W11, 4UT.
С июня 2003 года Посольство возглавляет Чрезвычайный и Полномочный Посол Туркменистана в Великобритании Язмурад Серяев.

### Послы
1. Чарыев, Мурад (1996—1999)
2. Бабаев, Чары (1999—2003)
3. Серяев, Язмурад (2003—н. в.)

## Посольство Великобритании в Туркменистане
Посольство Великобритании в Туркменистане открылось в 1995 году. Посольство расположено по адресу: 744001, Ашхабад, пр-т Махтумкули, д. 14, гостиница «Ак Алтын», 3-й этаж.
До открытия Посольства в Туркменистане по совместительству был аккредитован Чрезвычайный и Полномочный Посол Великобритании в России Брайан Фолл.
С декабря 2016 года Посольство возглавляет Чрезвычайный и Полномочный Посол Великобритании в Туркменистане Торхильда Мэри Вивиа Эбботт-Уотт.

### Послы
1. Брайан Фолл / Brian Fall (1992—1995) с резиденцией в Москве
2. Нил Хук / Neil Hook (1995—1998)
3. Фрейзер Уилсон / Fraser Wilson (1998—2002)
4. Пол Браммелл / Paul Brummell (2002—2005)
5. Питер Бутчер / Peter Butcher (2005—2010)
6. Кит Аллан / Keith Allan (2010—2013)
7. Санджай Вадвани / Sandjay Wadwani (2013—2016)
8. Торхильда Мэри Вивиа Эбботт-Уотт (2016—2019)
9. Хью Стэнли Филпотт (2019—н. в.)